# Desa Pasirtanjung (administrativ by i Indonesien, lat -6,60, long 107,15)
Desa Pasirtanjung är en administrativ by i Indonesien.   Den ligger i provinsen Jawa Barat, i den västra delen av landet, 50 km sydost om huvudstaden Jakarta.